# 常備艦隊
常備艦隊、舊日本海軍部隊之一。1889年由「常備小艦隊」改編而成的艦隊。1903年分割成第一艦隊和第二艦隊。

## 前史
日本海軍史上最早的「艦隊」編成為1870年8月24日（明治3年7月28日，普法戰争時編成的「小艦隊」。予定派遣至橫濱港、兵庫港、長崎港、箱館港4港，但實際只配備於橫濱港。
為有效運用各藩向兵部省獻納的軍艦，1871年6月25日（明治4年5月8日）編成2個「小艦隊」，指揮官為真木長義、伊東祐麿兩中佐，成為日本海軍艦隊的源頭。
法令中最初的「艦隊」用語出於「兵部省職員令」（明治4年7月），海軍提督府（鎮守府前身）項有「大中小艦隊」之規定。同年12月10日（10月28日 (舊暦)）制定「海軍規則」，第1條「艦隊者，軍艦十二隻為大艦隊，八隻為中艦隊，四隻為小艦隊」。
1872年4月5日（明治5年2月28日）兵部省廢止，陸海軍分割而設置海軍省（太政官布告第62号）。兩個小艦隊於同年6月23日（5月18日）編成「中艦隊」，指揮官為伊東祐麿大佐。此中艦隊於1875年10月25日解散，艦隊同月28日分屬東部指揮官（伊東祐麿少將）和西部指揮官（中牟田倉之助少將）。依據同日的海軍省号外，日本海域以潮岬和能登岬的連結線為邊界畫分為二，東側為「東部」（主要基地：橫濱），西側為「西部」（主要基地：長崎）。
1876年8月31日、設置東海、西海鎮守府（太政官第83号達），東西部指揮官下的艦船由兩鎮守府所管，直至1882年日本海軍不存在艦隊。
1882年10月12日、「扶桑」以下11隻軍艦編成「中艦隊」（司令官仁礼景範少将）（海軍省丙第84号達），此後日本海軍有「常備艦隊」編制。1885年12月28日，「扶桑」以下8隻軍艦組成首個有名稱的艦隊「常備小艦隊」（司令官相浦紀道少将）編成（海軍省丙第82号達），舊「中艦隊」解散。

## 常備艦隊沿革
1889年7月24日，日本海軍初首次制定艦隊相關的單獨法令「艦隊條例」（勅令第100号），艦隊為3隻以上的軍艦編成。同月29日，「常備小艦隊」改編成「常備艦隊」（司令長官井上良馨少将）。
1894年，受日清關係惡化的影響，同年6月19日「艦隊條例」全部修訂（勅令第71号），艦隊名稱由勅令制定，可附屬水雷艇及運送船，参謀陣之充實，可往巡航區域外派遣艦船等新規定。同年7月13日，「葛城」以下9隻舊式艦和小型艦編成「警備艦隊」，同月19日改稱「西海艦隊」。同日、常備艦隊和西海艦隊編成「聯合艦隊」。司令長官由常備艦隊司令長官伊東祐亨中将兼任，幕僚皆由常備艦隊幕僚兼任。
日清戰争終結，1895年11月15日，西海艦隊解隊。翌日，聯合艦隊編制解除。1897年10月14日，艦隊條例改正（勅令第356号），艦隊由2隻以上軍艦編成，可附屬水雷艇隊・水雷敷設隊・運送船等，幕僚中增加主計長。
1903年3月10日，第4回海軍大演習時，臨時第1艦隊、第2艦隊編成。演習終了後之4月10日，於神戶沖舉行觀艦式。同年12月28日、常備艦隊解隊，分割成第一艦隊和第二艦隊。最後的司令長官為東鄉平八郎。

## 年譜
- 1870年8月24日 普法戰爭，中立的「小艦隊」編成。實際只配備於橫濱。
- 1871年6月25日 2個「小艦隊」編成
- 1872年4月5日 海軍省設置
  - 6月23日 「中艦隊」編成
- 1875年10月25日 中艦隊解隊
  - 10月28日 艦隊分屬東部、西部兩指揮官。
- 1876年8月31日 東海、西海鎮守府設置、艦船由鎮守府所管。
- 1882年10月12日 「中艦隊」編成
- 1885年12月28日 中艦隊改編成「常備小艦隊」。
- 1889年7月29日 常備小艦隊改編成「常備艦隊」。
- 1894年7月13日 新編成「警備艦隊」。
  - 7月19日 警備艦隊改稱「西海艦隊」。常備艦隊和西海艦隊編成「聯合艦隊」。
- 1895年11月15日 西海艦隊解隊
  - 11月16日 聯合艦隊編制解除。
- 1902年3月7日 特別檢閲實施（檢閲使:伊東祐亨大将）
- 1903年12月28日 常備艦隊解隊，分割成第1艦隊、第2艦隊。

## 編制
1889年7月29日、新編時的編制
- 浪速、高千穂、扶桑、高雄（日语：高雄 (巡洋艦)）、葛城（日语：葛城 (スループ)）、大和

1894年7月19日、連合艦隊時的編制
- 常備艦隊-松島、浪速、吉野、千代田、嚴島、橋立、高千穗、秋津洲、比叡（日语：比叡 (コルベット)）、扶桑
  - 通報艦-八重山（日语：八重山 (通報艦)）
  - 艦隊附屬艦-筑紫、磐城（日语：磐城 (砲艦)）、愛宕（日语：愛宕 (砲艦)）、摩耶（日语：摩耶 (砲艦)）、鳥海、天城
  - 艦隊附屬船-山城丸、近江丸
  - 艦隊水雷艇-小鷹、7号、12号、13号、22号、23号
  - 水雷艇母艦-（有必要時）筑紫

1896年3月31日、日清戰争後的編制
- 橋立、嚴島、千代田、和泉、高雄、愛宕、天龍、摩耶、大和、鳥海、海門、操江（日语：操江 (砲艦)）

1902年4月22日、特別檢閲後的編制
- 初瀨、富士、朝日
- 常磐、八雲、千早、千歳、明石、宮古
- 淺間、高砂、赤城、筑紫、和泉、愛宕、大島、高雄

## 歴代司令長官

### 小艦隊指揮官
- 真木長義 中佐：明治4年5月8日 - 明治5年4月
- 伊東祐麿 中佐：明治4年5月8日 - 明治5年5月

### 中艦隊指揮官
- 伊東祐麿 大佐：明治5年5月18日 - 明治8年10月25日

### 東部指揮官（橫濱）
- 伊東祐麿 少将：1875年10月28日 - 1876年9月5日

### 西部指揮官（長崎）
- 中牟田倉之助 少将：1875年10月28日 - 1876年7月13日

### 中艦隊司令官
- 仁礼景範 少将：1882年7月31日 -
- 松村淳藏 少将：1884年1月21日 - 1885年12月28日

### 常備小艦隊司令官
- 相浦紀道 少将：1885年12月28日 -
- 伊東祐亨 少将：1886年6月17日 - 1889年5月17日
- 井上良馨 少将：1889年5月17日 - 7月29日

### 常備艦隊司令長官
- 井上良馨 少将：1889年7月29日 -
- 有地品之允 少将：1891年6月17日 -
- 相浦紀道 少将：1892年12月12日 -
- 伊東祐亨 中将：1893年5月20日 - ※（1894年7月19日-、連合艦隊司令長官兼任）
- 有地品之允 中将：1895年5月11日 - ※連合艦隊司令長官兼任
- 井上良馨 中将：1895年11月16日 -
- 坪井航三 中将：1896年2月26日 -
- 相浦紀道 中将：1897年4月9日 -
- 柴山矢八 中将：1897年10月8日 -
- 鮫島員規 中将：1899年1月19日 -
- 東鄉平八郎 中将：1900年5月20日 -
- 角田秀松 中将：1901年10月1日 -
- 日高壮之丞 中将：1902年7月26日 -
- 東郷平八郎 中将：1903年10月19日 - 12月28日解隊

### 警備艦隊司令長官
- 相浦紀道 少将：1894年7月13日 - 7月19日

### 西海艦隊司令長官
- 相浦紀道 少将：1894年7月19日 -
- 井上良馨 中将：1895年2月16日 - 11月15日解隊

## 歴代参謀長

### 常備小艦隊参謀長
- （代理）兒玉利國 中佐：1886年1月29日 -
- （兼任）兒玉利國 大佐：1886年4月12日 -
- 山崎景則 大佐：1886年7月14日 -
- （兼任）磯部包義 大佐：1888年4月26日 -
- 坪井航三 大佐：1889年4月17日 - 7月29日

### 常備艦隊参謀長
- 鮫島員規 大佐：1894年6月19日 - ※（1894年7月19日-、聯合艦隊参謀長兼任）
- 出羽重遠 大佐：1894年12月17日 - ※聯合艦隊参謀長兼任
- 上村彦之丞 大佐：1895年7月25日 - ※（-1895年11月16日、聯合艦隊参謀長兼任）
- 三善克己 大佐：1897年12月27日 -
- 片岡七郎 大佐：1898年11月2日 -
- 遠藤喜太郎 大佐：1899年2月1日 -
- 吉松茂太郎 大佐：1900年5月21日 -
- 島村速雄 大佐：1900年7月4日 -
- 伊地知彦次郎 大佐：1900年12月6日 -
- 加藤友三郎 大佐：1902年6月11日 -
- 島村速雄 大佐：1903年10月27日 - 12月28日解隊（再任）

### 警備艦隊参謀長
- （代理）出羽重遠 中佐：1894年7月13日 - 7月19日

### 西海艦隊参謀長
- （代理）出羽重遠 中佐：1894年7月19日 -
- 出羽重遠 大佐：1894年12月7日 -
- 伊東義五郎 大佐：1894年12月17日 - 1895年11月15日解隊